# Endoteli
L'endoteli és un tipus d'epiteli escatós simple (d'una sola capa de cèl·lules), que recobreix l'interior de tots els vasos sanguinis, inclòs el cor, on s'anomena endocardi.